# Antonietta Rizza
Antonietta Rizza (Palazzolo Acreide, 22 marzo 1955) è una politica italiana.
Esponente del Partito Comunista Italiano, fu consigliere comunale del comune di Siracusa dal 1985 al 1990.
Dopo lo scioglimento del PCI si iscrisse al Partito Democratico della Sinistra, nelle cui file fu eletta alla Camera in occasione delle politiche del 1994. Alle politiche del 1996 si presentò sotto le insegne dell'Ulivo nel collegio di Siracusa, ma fu sconfitta dalla candidata del Polo per le Libertà Stefania Prestigiacomo; Rizza fu tuttavia eletta nella quota proporzionale, dopo le opzioni dei candidati del PDS risultati plurieletti.
Nel 1998 aderì ai Democratici di Sinistra. Alle politiche del 2001 ripresentò la propria candidatura nel collegio di Avola, venendo però sconfitta dal candidato della Casa delle Libertà Nicola Bono; non riuscì a riconfermarsi neppure nella quota proporzionale.